# Liga Suprema de Ucrania 1992
La Liga Suprema de Ucrania 1992 fue la primera edición del campeonato nacional de fútbol profesional en Ucrania tras la desintegración de la Unión Soviética y de la Top Liga, la primera división soviética. El campeonato fue organizado por la Federación de Fútbol de Ucrania y el primer campeón fue, contra todo pronóstico, el SC Tavriya Simferopol.

## Formato de competición
El campeonato se inició el 6 de marzo, un mes más tarde después de las rondas de clasificación del otro gran torneo nacional, la primera edición de la Copa de Ucrania. La primera mitad de la temporada estaba programada para terminar el 19 de abril y la segunda se reanudaría el 25 de abril (seis días de intermedio). La última jornada se jugó el 17 de junio de 1992. Teniendo en cuenta ese horario y el hecho de que la competición de la Copa de Ucrania estaba en camino al mismo tiempo, los clubes ucranianos tuvieron que renunciar a sus partidos programados de la Copa Soviética.
Además de eso, el Dinamo Kiev también participó en la Liga de Campeones que terminó para el equipo de la capital el 15 de abril. Cada equipo tuvo esa temporada, por lo menos, dos partidos programados. Teniendo en cuenta otros partidos oficiales, el FC Torpedo Zaporizhia y el FC Dinamo Kiev jugaron el récord de 26 partidos desde el 18 de febrero hasta el 21 de junio y la mayoría entre los demás clubes de la Liga.

## Equipos participantes
Los siguientes equipos fueron los encargados de disputar la primera edición de la Liga Premier de Ucrania tras la independencia del país:
| Equipo              | Ciudad          | Estadio               | Capacidad | Liga y puesto en 1991              | Liga y puesto en 1991 | Entrenador         | Sustituto          |
| ------------------- | --------------- | --------------------- | --------- | ---------------------------------- | --------------------- | ------------------ | ------------------ |
| Chernomorets        | Odesa           | Chernomorets          | 34.362    | Top Liga Soviética                 | 4                     | Víktor Prokopenko  |                    |
| Dinamo Kiev         | Kiev            | Republicano           | 100.000   | Top Liga Soviética                 | 5                     | Anatoli Puzach     |                    |
| Dnipro              | Dnipropetrovsk  | Meteor                | 24.381    | Top Liga Soviética                 | 9                     | Mikola Pávlov      | Yevhen Kucherevski |
| Shajtar Donetsk     | Donetsk         | Shajtar               | 31.718    | Top Liga Soviética                 | 12                    | Valeri Yaremchenko |                    |
| Metalurg Zaporizhia | Zaporiyia       | Metallurg, Zaporizhia | 11.983    | Top Liga Soviética                 | 13                    | Ígor Nadein        |                    |
| Metalist Járkov     | Járkov          | Metalist              | 38.633    | Top Liga Soviética                 | 15                    | Leonid Tkachenko   |                    |
| Bukovyna Chernivtsi | Chernivtsi      | Bukovyna              | 12.000    | Primera Liga Soviética             | 5                     | Yefim Shkolnikov   |                    |
| Tavriya Simferopol  | Simferópol      | Lokomotiv, Simferópol | 19.978    | Primera Liga Soviética             | 6                     | István Szekecs     |                    |
| Karpaty Lviv        | Leópolis        | Ukraina               | 28.051    | Segunda Liga Soviética (oeste)     | 1                     | Stepán Yurchishin  |                    |
| Zarya-MALS Lugansk  | Lugansk         | Avanhard, Lugansk     | 22.320    | Segunda Liga Soviética (oeste)     | 2                     | Anatoli Kuksov     |                    |
| Nyva Ternópil       | Ternópil        | Municipal, Ternópil   | 12.750    | Segunda Liga Soviética (oeste)     | 4                     | Leonid Koltun      |                    |
| Nyva Vinnytsia      | Vínnitsa        | Lokomotiv, Vínnitsa   | 24.000    | Segunda Liga Soviética (oeste)     | 5                     | Valeri Petrov      | Viacheslav Grozni  |
| Torpedo Zaporizhia  | Zaporiyia       | AutoZAZ               | 15.000    | Segunda Liga Soviética (oeste)     | 7                     | Yevhen Lemeshko    |                    |
| Volyn Lutsk         | Lutsk           | Avanhard, Lutsk       | 10.792    | Segunda Liga Soviética (oeste)     | 8                     | Mirón Markevich    |                    |
| SC Odessa           | Odesa           | SKA, Odessa           |           | Segunda Liga Soviética (oeste)     | 10                    | Serhiy Marúsin     |                    |
| Kremin Kremenchuk   | Kremenchuk      | Dnipro                | 11.300    | Segunda Liga Soviética (oeste)     | 13                    | Volodímir Lozinski |                    |
| Evis Mykolaiv       | Mykolaiv        | Central, Mykolaiv     | 25.175    | Segunda Liga Soviética (oeste)     | 15                    | Iván Balán         |                    |
| Naftovyk-Ukrnafta   | Ojtyrka         | Naftovyk              | 5.256     | Segunda Liga Soviética B, (zona 1) | 1                     | Valeri Dushkov     |                    |
| Prykarpattya        | Ivano-Frankivsk | Elektron              | 7.000     | Segunda Liga Soviética B, (zona 1) | 2                     | Yuri Shuliatitski  | Iván Krasnetski    |
| Temp Shepetivka     | Shepetivka      | Temp                  |           | Segunda Liga Soviética B, (zona 1) | 9                     | István Szekecs     |                    |

- Campeón de la Copa de Ucrania: FC Temp Shepetivka (finalizó 9.º en la Segunda Liga Soviética B).
- Dinamo jugó regularmente en el estadio Republicano, esa temporada jugó también dos (contra el Nyva Ternópil y Odessa) de sus nueve partidos como local en el estadio Dynamo.

### Cambios de nombre
Zarya-MALS Lugansk antes de esa temporada llamado Zarya Lugansk. La extensión del nombre es por motivos de publicidad.
Evis Mykolaiv antes de esa temporada llamado Sudnobudivnyk Mykolaiv.
SC Odessa cambió su nombre de SKA Odessa el 5 de mayo de 1992, debido a la reestructuración del Distrito Militar de Odesa y de las Fuerzas Armadas de Ucrania.

## Primera fase

### Grupo A
| Pos | Equipo                 | PJ | PG | PE | PP | GF | GC | Dif | Pts |
| --- | ---------------------- | -- | -- | -- | -- | -- | -- | --- | --- |
| 1   | Tavriya Simferopol (C) | 18 | 11 | 6  | 1  | 30 | 9  | +21 | 28  |
| 2   | Shajtar Donetsk        | 18 | 10 | 6  | 2  | 31 | 10 | +21 | 26  |
| 3   | Chernomorets Odessa    | 18 | 9  | 7  | 2  | 30 | 12 | +18 | 25  |
| 4   | Torpedo Zaporizhzhya   | 18 | 6  | 7  | 5  | 21 | 16 | +5  | 19  |
| 5   | Metalurg Zaporizhia    | 18 | 6  | 6  | 6  | 20 | 19 | +1  | 18  |
| 6   | Karpaty Lviv           | 18 | 5  | 6  | 7  | 15 | 18 | −3  | 16  |
| 7   | Kremin Kremenchuk      | 18 | 4  | 8  | 6  | 17 | 23 | −6  | 16  |
| 8   | Nyva Vinnytsia         | 18 | 5  | 4  | 9  | 18 | 33 | −15 | 14  |
| 9   | Evis Mykolaiv          | 18 | 3  | 4  | 11 | 12 | 29 | −17 | 10  |
| 10  | Temp Shepetivka        | 18 | 2  | 4  | 12 | 9  | 34 | −25 | 8   |

|  | Clasificado para la final            |
|  | Clasificado para la Recopa de Europa |
|  | Desciende a Persha Liha              |

### Grupo B
| Pos | Equipo                       | PJ | PG | PE | PP | GF | GC | Dif | Pts |
| --- | ---------------------------- | -- | -- | -- | -- | -- | -- | --- | --- |
| 1   | Dinamo Kiev                  | 18 | 13 | 4  | 1  | 31 | 13 | +18 | 30  |
| 2   | Dnipro Dnipropetrovsk        | 18 | 10 | 3  | 5  | 26 | 15 | +11 | 23  |
| 3   | Metalist Kharkiv             | 18 | 8  | 5  | 5  | 21 | 16 | +5  | 21  |
| 4   | Nyva Ternópil                | 18 | 8  | 5  | 5  | 16 | 12 | +4  | 21  |
| 5   | Volyn Lutsk                  | 18 | 8  | 2  | 8  | 24 | 21 | +3  | 18  |
| 6   | Bukovyna Chernivtsi          | 18 | 7  | 4  | 7  | 17 | 16 | +1  | 18  |
| 7   | Zarya-MALS Lugansk           | 18 | 6  | 5  | 6  | 23 | 23 | 0   | 17  |
| 8   | Naftovyk-Ukrnafta            | 18 | 5  | 3  | 10 | 12 | 28 | −16 | 13  |
| 9   | Prykarpattya Ivano-Frankivsk | 18 | 3  | 6  | 9  | 9  | 18 | −9  | 12  |
| 10  | SK Odesa                     | 18 | 3  | 1  | 14 | 15 | 32 | −17 | 7   |

|  | Clasificado para la final |
|  | Desciende a Persha Liha   |

## Segunda fase

### Partido por el campeonato
| 21 de junio de 1992 | SC Tavriya Simferopol | 1 – 0   | FC Dinamo Kiev | Estadio Ukraina, Leópolis                                            |                                                                      |
|                     | Shevchenko 75'        | Reporte |                | Asistencia: 36 000 espectadores Árbitro(s): Pianij (Donetsk), (FIFA) | Asistencia: 36 000 espectadores Árbitro(s): Pianij (Donetsk), (FIFA) |

|  |  |

| Tavriya Simferopol: |   |                       |     |     |
|                     |   |                       |     |     |
| POR                 | ? | Oleg Kolesov          |     |     |
| DEL                 | ? | Serhiy Shevchenko (c) |     |     |
| DEF                 | ? | Mikola Turchinenko    |     |     |
| DEF                 | ? | Oleksandr Golovkó     |     |     |
| DEF                 | ? | Vidmantas Vyšniauskas | 16' |     |
| DEF                 | ? | Serhiy Voronezhski    |     |     |
| MED                 | ? | Andriy Oparin         | 77' |     |
| DEF                 | ? | Sefer Alibaiev        |     |     |
| DEF                 | ? | Yuri Guetikov         |     |     |
| DEL                 | ? | Serguéi Gladishev     |     |     |
| MED                 | ? | Vladislav Nóvikov     |     |     |
| Sustitutos:         |   |                       |     |     |
| MED                 | ? | Yuri Mijailus         | 77' | 87' |
| MED                 | ? | Serhiy Yesin          | 87' |     |
| Entrenador:         |   |                       |     |     |
| Anatoli Zaiaev      |   |                       |     |     |

| Dinamo Kiev:   |    |                          |     |
|                |    |                          |     |
| POR            | 1  | Valdemaras Martinkėnas   |     |
| DEF            | 2  | Oleg Luzhniy             |     |
| DEF            | 3  | Anatoli Bezsmertny       | 55' |
| DEF            | 4  | Andriy Aleksanenkov      |     |
| DEF            | 5  | Serhiy Shmatovalenko (c) |     |
| MED            | 7  | Serhiy Kovalets          |     |
| MED            | 6  | Yuri Moroz               |     |
| DEF            | 8  | Serhiy Zaiets            |     |
| DEL            | 9  | Oleg Salenko             |     |
| MED            | 10 | Stepan Betsa             |     |
| MED            | 11 | Volodímir Sharan         | 75' |
| Sustitutos:    |    |                          |     |
| DEL            | 13 | Oleg Matvéyev            | 55' |
| DEL            | 14 | Yuri Gritsyna            | 75' |
| Entrenador:    |    |                          |     |
| Anatoli Puzach |    |                          |     |

| Árbitros - Asistentes: - Yevhen Kanana (Donetsk) - Oleg Chorni (Donetsk) - Cuarto árbitro:? | Reglas - 90 minutos. - 30 minutos de prórroga si hay empate. - Tanda de penaltis si continúa el empate. - Siete jugadores en cada banquillo. - Máximo de tres cambios por equipo. |

### Partido por el tercer puesto
| 20 de junio de 1992 | Dnipro Dnipropetrovsk              | 3 – 2   | Shajtar Donetsk               | Estadio Metalurg, Zaporiyia                                      |                                                                  |
|                     | Tischenko 19' · Konoválov 38', 74' | Reporte | Bielichenko 51' · Atelkin 80' | Asistencia: 3 000 espectadores Árbitro(s): Tujovski (Simferópol) | Asistencia: 3 000 espectadores Árbitro(s): Tujovski (Simferópol) |

## Goleadores
| Yuri Gudimenko    | Tavriya Simferopol   | 12 |
| Timerlan Guseinov | Zarya-MALS Lugansk   | 11 |
| Iván Guetskó      | Chernomorets Odessa  | 10 |
| Serhiy Rebrov     | Shajtar Donetsk      | 10 |
| Oleksandr Zaiats  | Torpedo Zaporizhzhya | 9  |
| Serhiy Shevchenko | Tavriya Simferopol   | 8  |
| Yuri Gritsyna     | Dinamo Kiev          | 7  |
| Serhiy Gúsiev     | Chernomorets Odessa  | 7  |
| Iván Korponai     | Kremin Kremenchuk    | 7  |
| Oleg Salenko      | Dinamo Kiev          | 7  |

- En esa temporada, Oleg Salenko tenía la nacionalidad ucraniana, pero optó por la rusa cuando en esta misma temporada se marchó a España para fichar por el CD Logroñés.